# Geelzoommot
De geelzoommot (Loxostege sticticalis) is een vlinder uit de familie van de grasmotten (Crambidae). De spanwijdte van de vlinder bedraagt tussen de 24 en 29 millimeter. De soort komt verspreid voor over het Palearctisch gebied en Nearctisch gebied. De soort overwintert als pop.

## Waardplanten
De geelzoommot heeft allerlei kruidachtige planten zoals bijvoet, biet, melganzevoet en averuit als waardplanten. Soms ontwikkelt de vlinder zich als plaaginsect in met name de teelt van suikerbiet en tabak.

## Voorkomen in Nederland en België
De geelzoommot is in Nederland en in België een zeldzame soort, die als trekvlinder kan worden waargenomen. In het noorden van Nederland is de soort niet gezien. De soort kent twee generaties die vliegen van mei tot september.